# The Seven Habits of Highly Effective People
The Seven Habits of Highly Effective People, voor het eerst gepubliceerd in 1989 (in het Nederlands gepubliceerd onder de titel: De Zeven Eigenschappen van Effectief Leiderschap), is een boek geschreven door Stephen R. Covey. Van het boek zijn meer dan 15 miljoen exemplaren verkocht in 38 talen. De kernboodschap van het boek is dat zeer effectieve mensen een zevental gewoonten of routines hebben die ten grondslag liggen aan hun succes en dat iedereen deze gewoonten bij zichzelf (verder) kan ontwikkelen. In Coveys woorden wordt effectiviteit bereikt door jezelf op één lijn te stellen met de 'werkelijke noorden principes' van de 'karakterethiek' (dit lijkt een zelfgekozen benaming voor de deugdethiek). Deze principes zijn volgens Covey universeel en tijdloos. De karakterethiek - waar deze principes centraal staan - is volgens Covey tegengesteld aan de hedendaags sterk aanwezige 'persoonlijkheidsethiek' waarin de persoon en status sterk centraal staan.

## Opbouw
Het boek bestaat uit vier delen. In het eerste deel wordt de achtergrond en het belang van de centrale boodschap van het boek uit de doeken gedaan. Hier wordt uitgelegd dat de basis voor effectief handelen primair bij jezelf ligt (deel twee; gewoonten 1, 2 en 3) en dat je alleen samen met anderen effectief kan zijn (deel drie; gewoonten 4, 5 en 6). Het laatste deel is volledig gewijd aan het blijven groeien door een balans te vinden tussen inspanning en ontspanning (gewoonte 7). In 2004 voegde Covey aan deze zeven gewoonten een achtste toe met de publicatie van zijn boek The 8th Habit: From Effectiveness to Greatness. Hierin stelt Covey dat effectiviteit alleen niet voldoende is in het tijdperk van de kenniswerker aangezien de hedendaagse uitdagingen en complexiteit van een totaal andere orde van grootte zijn. In essentie is de achtste gewoonte het vinden van je 'eigen roeping' en het inspireren van anderen bij het vinden van hun eigen roeping.

## Delen en gewoonten
Paradigma's en Principes (deel 1)
- Van binnen naar buiten
- De zeven gewoonten - Een overzicht

Overwinningen op jezelf (deel 2)
- Gewoonte 1: Wees proactief (principes van persoonlijk inzicht)
- Gewoonte 2: Begin met het einde in gedachten (principes van persoonlijk leiderschap)
- Gewoonte 3: Belangrijke dingen eerst (principes van persoonlijk management)

Overwinningen met de omgeving (deel 3)
- Gewoonte 4: Denk in termen van win/win (principes van interpersoonlijk leiderschap)
- Gewoonte 5: Probeer eerst te begrijpen en dan pas begrepen te worden (principes van empathische communicatie)
- Gewoonte 6: Werk synergetisch (principes van creatieve samenwerking)

Vernieuwing (deel 4)
- Gewoonte 7: Hou de zaag scherp (principes van evenwichtige zelfvernieuwing)